# Anything You Say (låt av Nike Sellmar)
Anything You Say är en låt komponerad av Victor Crone, Ola Svensson och Jonas Jurström. Låten är den officiella vinnarlåten till 2022 års Idol som vanns av Nike Sellmar. Den har också spelats in av idoltvåan Albin Tingwall.
En av låtens upphovspersoner, Ola Svensson,  kom på åttonde plats i 2005 års Idol.